# Blasius von Schemua
Blasius von Schemua (slovinsky Blaž Žemva) (2. ledna 1856 Klagenfurt – 21. listopadu 1920 Klagenfurt) byl rakousko-uherský generál. Jako jediný rodilý Slovinec dosáhl nejvyšších postů v rakousko-uherské armádě. Ve vojsku sloužil od roku 1874, byl mimo jiné štábním důstojníkem, vojenským pedagogem a velitelem různých jednotek pěchoty. V letech 1911–1912 zastával funkci náčelníka generálního štábu a poté velel postupně dvěma armádním sborům. V roce 1913 dosáhl hodnosti generála pěchoty, mezitím byl také povýšen do šlechtického stavu. Na začátku první světové války se na východní frontě zúčastnil bojů v Haliči. Kvůli neúspěchům byl odvolán již v září 1914 a v roce 1915 na vlastní žádost odešel do penze.

## Životopis
Pocházel ze slovinské rodiny s historií sahající do 17. století, narodil se jako mladší syn c. k. majora Blaže Žemvy (1808–1871). Studoval nejprve v Mariboru, poté na Tereziánské vojenské akademii ve Vídeňském Novém Městě, kde mimo jiné vyučoval jeho otec. V hodnosti poručíka vstoupil do armády k 7. pěšímu pluku v Innsbrucku a v letech 1879–1881 byl přidělen k rakousko-uherskému vyslanectví v Teheránu, kde se mimo jiné začal zabývat okultismem. Po návratu do Rakouska si doplnil vzdělání na Válečné škole (K.u.k. Kriegsschule) ve Vídni (1881–1884). V hodnosti nadporučíka byl zařazen do sboru důstojníků generálního štábu (1884) a tři roky strávil u 1. pěší brigády v Pljevlji. Od roku 1887 byl přidělen přímo ke generálnímu štábu, později byl také pedagogem na Válečné škole ve Vídni (1893–1897), kterou sám předtím absolvoval. Mezitím postupoval v hodnostech (kapitán 1887, podplukovník, 1895, plukovník 1898) a v roce 1900 byl spolu se svým bratrem povýšen do šlechtického stavu. Od roku 1902 byl velitelem 66. pěšího pluku v Užhorodě, v roce 1905 byl povýšen na generálmajora a velitele 55. pěší brigády v Terstu. V letech 1908–1909 velel 18. pěší divizi v Dubrovníku, poté získal hodnost polního podmaršála (1909) a téhož roku se stal sekčním šéfem na rakousko-uherském ministerstvu války.
Když byl po sporech s císařem Františkem Josefem v roce 1911 odvolán Conrad von Hötzendorf z funkce náčelníka generálního štábu, dočasně jej nahradil Schemua (1911–1912). Ve spolupráci s německým náčelníkem generálního štábu Moltkem pokračoval v intenzívní přípravě na válku. Odvolaný Conrad však nadále využíval svého postavení k různým aktivitám jak v armádě, tak v zahraniční politice. Schemua s jeho jednáním nesouhlasil a během listopadu 1912 nabídl svou rezignaci. Conrad byl nakonec znovu v prosinci 1912 jmenován náčelníkem generálního štábu a Schemua přešel na post velitele 16. armádního sboru v Dubrovníku (1912–1914).
K datu 1. listopadu 1913 byl povýšen do hodnosti generála pěchoty a v dubnu 1914 byl jmenován velitelem 2. armádního sboru ve Vídni, respektive zemským velitelem pro region Dolního Rakouska a jižní Moravy. S tímto sborem byl po vypuknutí první světové války převelen na východní frontu, kde byl zařazen do 2. armády generála Auffenberga. Zúčastnil se bojů o Halič a na přelomu srpna a září 1914 bojoval v bitvě u Komarówa. V následujících bojích u Lvova však zcela selhal a poskytl prostor 5. ruské armádě k rozsáhlé ofenzívě. Ke dni 24. září 1914 byl odvolán z čela II. armádního sboru a převelen zpět do Rakouska, kde byl pověřen obranou linie na Dunaji od Horního Rakouska až k Bratislavě. Na vlastní žádost byl v březnu 1915 penzionován a od té doby žil v soukromí v rodném Klagenfurtu.
Měl řadu intelektuálních zájmů, zabýval se mimo jiné etnografií a filologií, během vojenské služby podnikl řadu vzdělávacích cest. Jako náčelník generálního štábu předložil císaři Františku Josefovi memorandum, ve kterém předpověděl, že celoevropský válečný konflikt nebude jen soubojem mocností, ale především národů a v případě porážky povede k rozpadu mnohonárodnostní rakousko-uherské monarchie.
Jeho starší bratr Johann (Janez) von Schemua (1850–1919) byl také důstojníkem rakousko-uherské armády, dosáhl hodnosti generála pěchoty a aktivní službu zakončil jako velitel XIV. armádního sboru v Innsbrucku. V roce 1917 byl povýšen na barona.

## Tituly a ocenění
Spolu se svým bratrem byl v roce 1900 povýšen do šlechtického stavu. Ve funkci náčelníka generálního štábu obdržel v roce 1912 titul c. k. tajného rady s nárokem na oslovení Excelence. Během vojenské služby se stal nositelem řady rakousko-uherských vyznamenání, během krátkého působení na postu náčelníka generálního štábu obdržel i několik ocenění od zahraničních panovníků.

### Rakousko-Uhersko
- Bronzová vojenská záslužná medaile (1891)
- Vojenský záslužný kříž III. třídy (1897)
- Jubilejní pamětní medaile (1898)
- Řád železné koruny III. třídy (1901)
- Služební odznak pro důstojníky III. třídy (1902)
- Vojenský jubilejní kříž (1908)
- rytířský kříž Leopoldova řádu (1910)
- Řád železné koruny I. třídy (1912)
- Vojenský záslužný kříž II. třídy (1912)
- Mobilizační kříž (1913)
- Stříbrná vojenská záslužná medaile (1913)
- Služební odznak pro důstojníky II. třídy (1914)
- Leopoldův řád I. třídy s válečnou dekorací (1917)

### Zahraničí
- Řád lva a slunce III. třídy (Persie, 1881)
- velkokříž Řádu červené orlice (Německo, 1912)
- velkokříž Řádu rumunské hvězdy (Rumunsko, 1912)
- velkokříž Řádu knížete Danila I. (Černá Hora, 1912)
- velkokříž Řádu Medžidie (Osmanská říše, 1912)